# 擋泥板

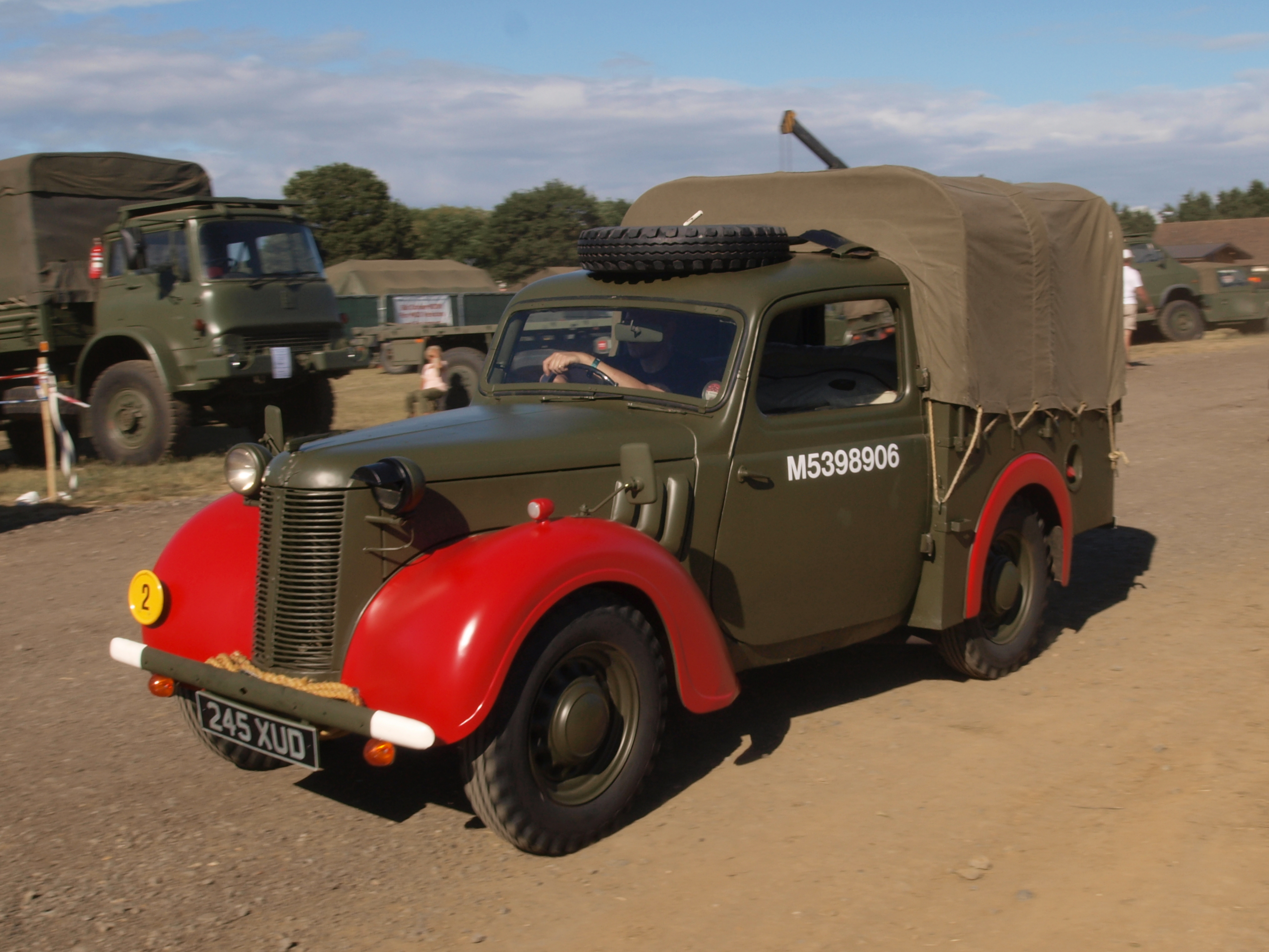
圖中紅色的部件為擋泥板

挡泥板是安装于汽车、摩托车、自行车等车辆的轮胎处，用以阻挡路面的积水、泥沙、石块等被轮胎抛向空中的部件。通常使用硬质材料制造。
当天气恶劣或路面不净时，沙石、泥浆等容易附着于轮胎表面及凹槽中，并随着轮胎高速旋转将其甩出，对汽车底盘、车身造成一定损伤（刮伤）或污染，以及对后方车俩和行人造成较大干扰，容易引发交通事故。安装挡泥板后，还能起到削减发动机噪音及热量、改善驾乘体验的作用。
挡泥板的设计需要结合许多条件，例如车身的悬挂系统及车轮方位及车轮的转向半径。当挡泥板过长时，则可能因较大的颠簸而导致其受损断裂，若挡泥板覆盖部分过小则可能不能起到较好的保护效果。对于某些特种车辆，甚至还需要考虑到其作业环境，等等。

## 卡车
卡车发动机挡泥板材料主要有硬质塑料及软质橡胶。硬质塑料的耐热性及抗冲击性较强，但因含有玻璃纤维，韧性较小使其表面易受损伤。软质橡胶皮材料采用三元乙丙橡胶EPDM,该橡胶材料有着优越的耐臭氧、耐热性。挡泥板采用橡胶材质,耐热性能好,弹性也较好，能有效提高挡泥板抗冲击性，同时消除噪音。